# Krystyna Sakowicz
Krystyna Sakowicz, właściwie Marta Zelwan (ur. 1950 w Gliniku) – polska pisarka.
Autorka powieści, opowiadań, esejów i wierszy. Laureatka Nagrody im. Stanisława Piętaka 1988 za powieść Jaśmornica. Nominowana do Nagrody Literackiej Nike 2009 za zbiór esejów Księga ocalonych snów (niektóre źródła podają, że była nominowana do tej nagrody również w 2001 za zbiór opowiadań Śnienie – brak potwierdzenia na stronie organizatora). Mieszka w Warszawie.

## Książki
- Zachodźcie do mojego domu (Młodzieżowa Agencja Wydawnicza, Warszawa 1980) – tom wierszy
- Zbrodnie kobiet (Wydawnictwo Iskry, Warszawa 1984)
- Sceny miłosne, sceny miłosne (Wydawnictwo Iskry, Warszawa 1986)
- Jaśmiornica (Wydawnictwo Iskry, Warszawa 1987) – powieść
- Po bólu (Państwowy Instytut Wydawniczy, Warszawa 1995)
- Śnienie (Wydawnictwo Ruta, Wałbrzych 2000) – zbiór opowiadań
- Księga ocalonych snów (Wydawnictwo Forma, Szczecin 2008) – zbiór esejów
- Praobrazy (Wydawnictwo Forma, Szczecin 2012)
- Graffiti (Wydawnictwo Forma, Szczecin 2017)
- Miejsce na rzeczywistość (Państwowy Instytut Wydawniczy, Warszawa 2020)